# Cullumia reticulata
Cullumia reticulata là một loài thực vật có hoa trong họ Cúc. Loài này được (L.) "Greuter, M.V.Agab. & Wagenitz" mô tả khoa học đầu tiên năm 2005.